# Старовойтенко, Нина Владимировна
Нина Старовойтенко (2 октября 1946, Феодосия — 1 марта 2006, Рига) — советская и латвийская актриса театра и кино. Известна по главной роли в фильме «Три дня на размышление».

## Биография
Родилась в Феодосии. Выпускница Днепропетровского театрального института.
- В 1971 — актриса Днепропетровского театра им. Горького.
- С 1972 года — актриса Рижского театра русской драмы.

## Семья
- Первый муж — актёр Родион Гордиенко.
  - Дочь Арина (род. 1975)
- Второй муж (с 1984) — актёр Игорь Чернявский.
  - Сын Андрей (род. 1985)

## Творчество

### Роли в театре
- Три толстяка — девочка Суок
- А зори здесь тихие… — Соня Гурвич
- Прошлым летом в Чулимске — Валентина

### Роли в кино
- 1980 — Три дня на размышление — Нелли Римша
- 2000 — Страшное лето — эпизод
- 2004 — Красная капелла